# John Wayne
Marion Michael Morrison (nascido Marion Robert Morrison; Winterset, 26 de maio de 1907 – Los Angeles, 11 de junho de 1979), conhecido profissionalmente como John Wayne, e apelidado de Duke, foi um ator e cineasta estadunidense.

## Biografia

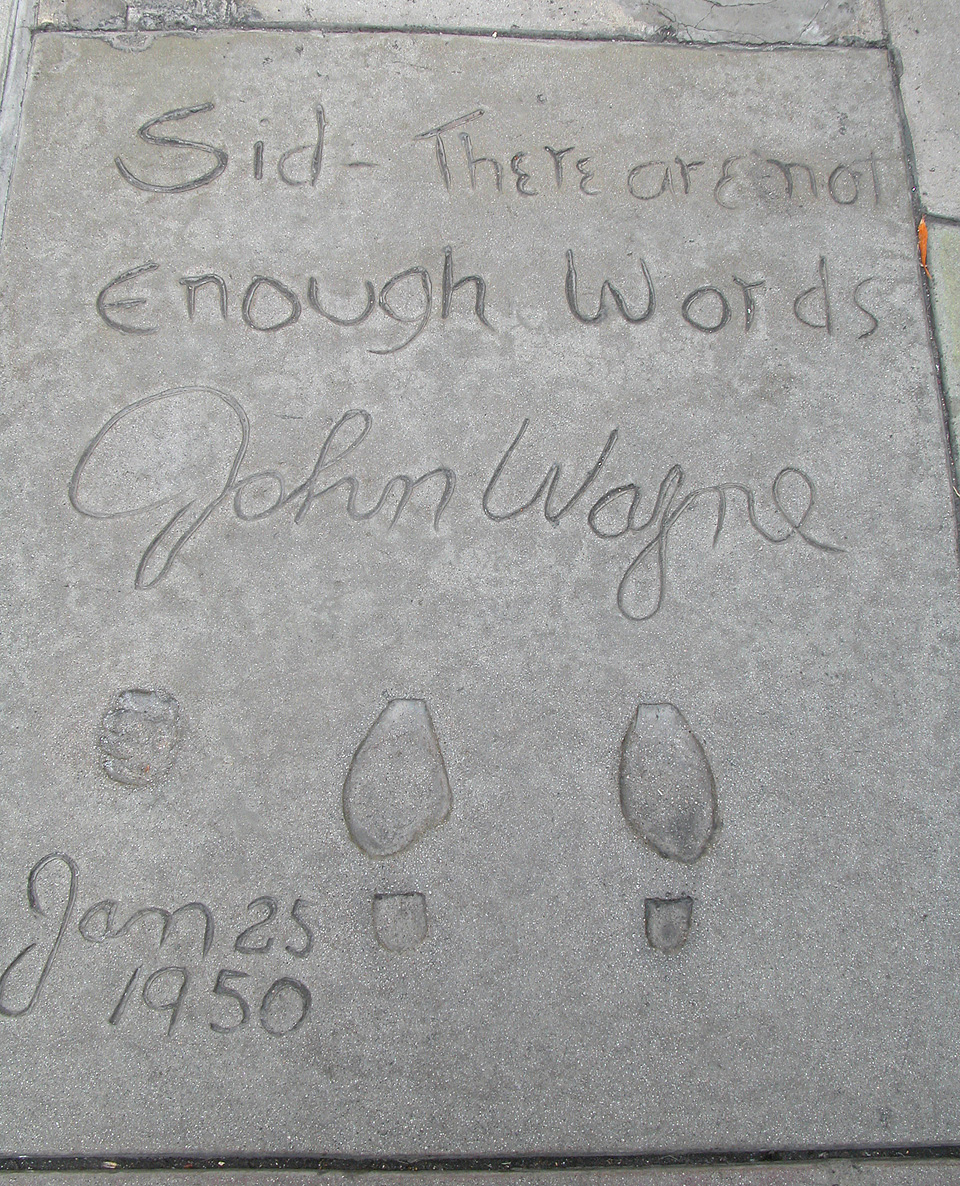
Pegadas e assinatura de John Wayne na Calçada da Fama do Grauman's Chinese Theatre.

Filho de um farmacêutico, seu verdadeiro nome era Marion Robert Morrison. Ele detestava esse nome e ao entrar para o cinema mudou-o para John Wayne—mais a ver com um rapaz de 1,92 metros de altura e campeão de futebol americano, pela University of Southern California.
Surgiu com destaque no cinema em 1930, em The Big Trail, faroeste dirigido por Raoul Walsh. Durante vários anos estrelou filmes B até consagrar-se no papel de Ringo Kid em Stagecoach, clássico de 1939 de John Ford. A carreira de Wayne foi assim agraciada com esse divisor de águas, que o lançou ao estrelato. Esse filme definiu todas as principais características do cinema faroeste norte-americano. A parceria entre Wayne e Ford continuou; realizaram juntos uma série de grandes sucessos e filmes inesquecíveis (vinte e dois no total), como Three Godfathers (1948), The Quiet Man (1952), The Searchers (1956), The Wings of Eagles (1957), The Horse Soldiers (1959) e The Man Who Shot Liberty Valance (1962), além da chamada trilogia sobre a Cavalaria, composta por Fort Apache (1948), She Wore a Yellow Ribbon (1949) e Rio Grande (1950).
Outro diretor renomado com quem Wayne trabalhou foi Howard Hawks, um dos maiores realizadores do período clássico hollywoodiano. Juntos, realizaram vários dos maiores sucessos, não apenas de suas carreiras, mas de todo o gênero do faroeste, como: Red River (1948), El Dorado (1967) e, principalmente, aquele que é um dos mais irretocáveis exemplares do gênero, Rio Bravo (1959).
Além de John Ford e Howard Hawks, outros grandes diretores da época dirigiram Wayne. É o caso de Henry Hathaway, com quem fez, entre outros, o filme que lhe concedeu o Oscar de Melhor Ator, True Grit (1969); Otto Preminger, que o dirigiu no ótimo drama de guerra In Harm's Way (1965); Don Siegel, com quem fez seu último trabalho, The Shootist (1976); Michael Curtiz, sob cujas ordens atuou três vezes, inclusive em The Comancheros (1961), um de seus grandes sucessos de bilheteria; e John Huston, com quem fez The Barbarian and the Geisha (1958).
Além dos diretores já mencionados podemos citar: William A. Wellman, Mark Rydell e John Farrow. Também trabalhou ao lado de vários astros de sua época: Henry Fonda, Katharine Hepburn, James Stewart, Maureen O'Hara, Sophia Loren, Elsa Martinelli, Kirk Douglas, William Holden, Marlene Dietrich, Rock Hudson, Robert Mitchum, Lee Marvin, Richard Widmark, Dean Martin, Natalie Wood, Jeffrey Hunter e Montgomery Clift, entre outros, em seus cinquenta anos de cinema.
Casou-se três vezes. A primeira, em 1932, com Josephine Saenz, que lhe deu quatro filhos. Em 1946, casou-se pela segunda vez, com a atriz mexicana Esperanza Baur, de quem se divorciou sete anos depois, para casar-se com Pilar Palette, com quem teve mais dois filhos.
Dirigiu os filmes The Alamo (1960) e The Green Berets (1968). Este último causou-lhe grandes problemas. O roteiro, pró-Guerra do Vietnã, alimentou a fúria dos opositores a essa intervenção militar estadunidense, que realizaram vários protestos contra a exibição do filme.
Em 1973, no Oscar tentou atacar a ativista, modelo e atriz nativa americana Sacheen Littleafether que, em nome de Marlon Brando, ganhador do Oscar com Godfather, falava sobre a pouca representatividade de nativos americanos na indústria de cinema. Foi impossibilitado e levado para fora pelos seguranças do Oscar. 
John Wayne foi homenageado pela cantora Lady Gaga em seu álbum de estúdio Joanne (2016) na 4ª faixa do disco que leva o nome do mesmo "John Wayne".

### Filhos[3][4][5]
| Nome                                              | Mãe                    |
| ------------------------------------------------- | ---------------------- |
| Michael Wayne (23/11/1934–02/04/2003)             | Josephine Alicia Saenz |
| Mary Antonia "Toni" Wayne (25/02/1936–06/12/2000) | Josephine Alicia Saenz |
| Patrick Wayne (15/07/1939)                        | Josephine Alicia Saenz |
| Melinda Wayne Munoz (03/12/1940)                  | Josephine Alicia Saenz |
| Aissa Wayne (31/03/1956)                          | Pilar Pallete          |
| Ethan Wayne (22/02/1962)                          | Pilar Pallete          |
| Marisa Wayne (22/02/1966)                         | Pilar Pallete          |

### Doença e morte
Fumante desde a juventude, Wayne foi diagnosticado em 1964 com câncer de pulmão, tendo passado por uma cirurgia para remoção de todo o pulmão esquerdo, além de quatro costelas. Apesar dos esforços de seus agentes para evitar que ele tornasse a doença pública, ele mesmo anunciou seu estado à imprensa e apelou para que a população fizesse mais exames preventivos. Cinco anos depois, foi constatado que ele ficara livre da doença. Apesar da diminuição da capacidade pulmonar, pouco tempo depois Wayne voltou a fumar.
No final da década de 1970, Wayne envolveu-se como voluntário nos estudos de uma vacina para a cura da doença que o assombrara anos antes. Contudo, morreu em 11 de junho de 1979, aos 72 anos de idade, em decorrência de um câncer de estômago. Está sepultado no Pacific View Memorial Park, Corona del Mar, Condado de Orange, Califórnia.

## Filmografia
| Ano  | Título original                  | Título pt/BR                        | Título pt/PT                        | Diretor                         | Notas                        |
| ---- | -------------------------------- | ----------------------------------- | ----------------------------------- | ------------------------------- | ---------------------------- |
| 1927 | The Drop Kick                    | Triunfo às Avessas                  | Um Grande Jogador                   | Millard Webb                    | Não creditado                |
| 1928 | Hangman's House                  | Justiça do Amor                     |                                     | John Ford                       | Não creditado                |
| 1928 | Mother Machree                   | Minha Mãe                           | Minha Mãe                           | John Ford                       | Não creditado                |
| 1928 | Four Sons                        | Quatro Filhos                       | Os Quatro Filhos                    | John Ford                       | Não creditado                |
| 1928 | Noah's Ark                       | A Arca de Noé                       | A Arca de Noé                       | Michael Curtiz                  | Não creditado                |
| 1929 | Salute                           | Em Continência                      |                                     | John Ford / David Butler        | Não creditado                |
| 1929 | Words and Music                  | Letra e Música                      |                                     | James Tinling                   | Creditado como Duke Morrison |
| 1929 | The Forward Pass                 |                                     |                                     | Edward F. Cline                 | Não creditado                |
| 1929 | The Black Watch                  | A Guarda Negra                      |                                     | John Ford                       | Não creditado                |
| 1929 | Speakeasy                        |                                     |                                     | Benjamin Stoloff                | Não creditado                |
| 1930 | Men Without Women                | Homens sem Mulheres                 | Submarino S. 13                     | John Ford                       | Não creditado                |
| 1930 | Rough Romance                    | Romance nas Selvas                  |                                     | A. F. Erickson                  | Não creditado                |
| 1930 | Cheer Up and Smile               |                                     |                                     | Sidney Lanfield                 | Não creditado                |
| 1930 | Born Reckless                    | Galanteador Audaz                   |                                     | John Ford / Andrew Bennison     | Não creditado                |
| 1930 | The Big Trail                    | A Grande Jornada                    | A Pista dos Gigantes                | Raoul Walsh                     |                              |
| 1931 | Three Girls Lost                 |                                     |                                     | Sidney Lanfield                 |                              |
| 1931 | The Deceiver                     |                                     |                                     | Louis King                      |                              |
| 1931 | Girls Demand Excitement          |                                     |                                     | Seymour Felix                   |                              |
| 1931 | Arizona                          | Assim São os Homens                 |                                     | George B. Seitz                 |                              |
| 1931 | The Range Feud                   | Estância em Guerra                  |                                     | D. Ross Lederman                |                              |
| 1931 | Maker of Men                     |                                     |                                     | Edward Sedgwick                 |                              |
| 1932 | Haunted Gold                     | Ouro Mal Assombrado                 |                                     | Mack V. Wright                  |                              |
| 1932 | Texas Cyclone                    | O Cavaleiro do Texas                |                                     | D. Ross Lederman                |                              |
| 1932 | Two-Fisted Law                   | A Lei da Coragem                    |                                     | D. Ross Lederman                |                              |
| 1932 | Ride Him, Cowboy                 | Pena de Talião                      |                                     | Fred Allen                      |                              |
| 1932 | The Hurricane Express            | O Trem Ciclônico                    |                                     | J. P. McGowan / Armand Schaefer | Seriado em 12 episódios      |
| 1932 | The Shadow of the Eagle          | A Águia de Prata                    | A Sombra da Águia                   | Ford Beebe                      | Seriado em doze episódios    |
| 1932 | Lady and Gent                    | Homem de Peso                       | Homem de Peso                       | Stephen Roberts                 |                              |
| 1932 | The Big Stampede                 | A Grande Estirada                   |                                     | Tenny Wright                    |                              |
| 1933 | College Coach                    |                                     |                                     | William A. Wellman              | Não creditado                |
| 1933 | The Telegraph Trail              | A Trilha do Telégrafo               |                                     | Tenny Wright                    |                              |
| 1933 | Central Airport                  | Atração dos Ares                    | O Rei do Espaço                     | William A. Wellman              | Não creditado                |
| 1933 | Somewhere in Sonora              | Terra de Ninguém                    |                                     | Mack V. Wright                  |                              |
| 1933 | Baby Face                        | Serpentes de Luxo                   | A Mulher Que Nos Perde              | Alfred E. Green                 |                              |
| 1933 | His Private Secretary            |                                     |                                     | Phil Whitman                    |                              |
| 1933 | The Man from Monterey            | O Vale da Aventura                  |                                     | Mack V. Wright                  |                              |
| 1933 | The Life of Jimmy Dolan          | Viver na Morte                      | Pulso de Aço                        | Archie Mayo                     |                              |
| 1933 | The Three Musketeers             | Os Três Mosqueteiros                | Os Três Mosqueteiros                | Colbert Clark / Armand Schaefer | Seriado em 12 episódios      |
| 1933 | Riders of Destiny                | Na Pista do Traidor                 |                                     | Robert N. Bradbury              |                              |
| 1933 | Sagebrush Trail                  | Justiça Selvagem                    |                                     | Armand Schaefer                 |                              |
| 1934 | West of the Divide               | Armando o Laço                      |                                     | Robert N. Bradbury              |                              |
| 1934 | The Lucky Texan                  | Sorte de Verdade                    |                                     | Robert N. Bradbury              |                              |
| 1934 | Blue Steel                       | A Lei do Gatilho                    |                                     | Robert N. Bradbury              |                              |
| 1934 | The Man from Utah                | Torneio da Morte                    | O Homem de Utah                     | Robert N. Bradbury              |                              |
| 1934 | Randy Rides Alone                | A Ferro e Fogo                      |                                     | Harry Fraser                    |                              |
| 1934 | The Star Packer                  | Sombra de Sangue                    |                                     | Robert N. Bradbury              |                              |
| 1934 | The Trail Beyond                 | Para Lá da Estrada                  | O Triunfo da Audácia                | Robert N. Bradbury              |                              |
| 1934 | The Lawless Frontier             | Fronteira sem Lei                   |                                     | Robert N. Bradbury              |                              |
| 1934 | 'Neath the Arizona Skies         | Sob o Céu do Arizona                |                                     | Harry Fraser                    |                              |
| 1935 | Texas Terror                     | Terror no Texas                     |                                     | Robert N. Bradbury              |                              |
| 1935 | Rainbow Valley                   |                                     |                                     | Robert N. Bradbury              |                              |
| 1935 | The Dawn Rider                   | A Difícil Vingança                  | O Cavaleiro de Alba                 | Robert N. Bradbury              |                              |
| 1935 | The Desert Trail                 | O Caminho do Deserto                | Caminho do Deserto                  | Collin Lewis                    |                              |
| 1935 | Paradise Canyon                  | O Vale do Paraíso                   | Desfiladeiro do Paraíso             | Carl Pierson                    |                              |
| 1935 | Westward Ho                      | Da Derrota à Vitória                | Caça aos Bandidos                   | Robert N. Bradbury              |                              |
| 1935 | The New Frontier                 | Terras Virgens                      | Polícia de Fronteira                | Carl Pierson                    |                              |
| 1935 | Lawless Range                    | País sem Lei                        |                                     | Robert N. Bradbury              |                              |
| 1936 | King of the Pecos                | O Rei do Rio Pecos                  |                                     | Joseph Kane                     |                              |
| 1936 | The Lawless Nineties             | Ordem a Bala                        | Os 90 Bandidos                      | Joseph Kane                     |                              |
| 1936 | The Oregon Trail                 | O Regime Sinistro                   | A Barreira de Fogo                  | Scott Pembroke                  |                              |
| 1936 | Winds of the Wasteland           | Tenacidade                          |                                     | Mack V. Wright                  |                              |
| 1936 | The Lonely Trail                 | Limpando a Zona                     | A Pista Abandonada                  | Joseph Kane                     |                              |
| 1936 | The Sea Spoilers                 | Sentinelas do Mar                   | Guarda-Costas à Vista               | Frank Strayer                   |                              |
| 1936 | Conflict                         | Conflito                            |                                     | David Howard                    |                              |
| 1937 | California Straight Ahead!       | Pequeno Inferno                     |                                     | Arthur Lubin                    |                              |
| 1937 | I Cover the War                  | Em Plena Batalha                    |                                     | Arthur Lubin                    |                              |
| 1937 | Idol of the Crowds               | O Ídolo da Torcida                  | Precisa-se de Um Campeão            | Arthur Lubin                    |                              |
| 1937 | Adventure's End                  | Aventuras Marítimas                 | A Revolta da Tripulação             | Arthur Lubin                    |                              |
| 1937 | Born to the West                 | Trunfos na Mesa                     |                                     | Charles Barton                  |                              |
| 1938 | Pals of the Saddle               | Traição no Deserto                  |                                     | George Sherman                  | Série The Three Mesquiteers  |
| 1938 | Overland Stage Raiders           | Bandidos Encobertos                 |                                     | George Sherman                  | Série The Three Mesquiteers  |
| 1938 | Santa Fe Stampede                | Forcas e Facas                      |                                     | George Sherman                  | Série The Three Mesquiteers  |
| 1938 | Red River Range                  | Ronda de Sangue                     |                                     | George Sherman                  | Série The Three Mesquiteers  |
| 1939 | The Night Riders                 | Os Três Camaradas                   |                                     | George Sherman                  | Série The Three Mesquiteers  |
| 1939 | Three Texas Steers               | Três Cavaleiros do Texas            |                                     | George Sherman                  | Série The Three Mesquiteers  |
| 1939 | Wyoming Outlaw                   | Bandoleiro Inocente                 |                                     | George Sherman                  | Série The Three Mesquiteers  |
| 1939 | New Frontier                     | A Nova Fronteira                    |                                     | George Sherman                  | Série The Three Mesquiteers  |
| 1939 | Allegheny Uprising               | O Primeiro Rebelde                  | O Primeiro Rebelde                  | William A. Seiter               |                              |
| 1939 | Stagecoach                       | No Tempo das Diligências            | Cavalgada Heroica                   | John Ford                       |                              |
| 1940 | Dark Command                     | Comando Negro                       | Comando Negro                       | Raoul Walsh                     |                              |
| 1940 | Three Faces West                 | Fugitivos do Terror                 | A Caminho do Ocidente               | Bernard Vorhaus                 |                              |
| 1940 | The Long Voyage Home             | A Longa Viagem de Volta             | Tormenta a Bordo                    | John Ford                       |                              |
| 1940 | Seven Sinners                    | A Pecadora                          | Sete Pecadores                      | Tay Garnett                     |                              |
| 1941 | A Man Betrayed                   | O Traído                            |                                     | John H. Auer                    |                              |
| 1941 | Lady from Louisiana              | O Carnaval da Vida                  | Carnaval da Vida                    | Bernard Vorhaus                 |                              |
| 1941 | The Shepherd of the Hills        | O Morro dos Maus Espíritos          | O Escravo da Montanha               | Henry Hathaway                  |                              |
| 1942 | Lady for a Night                 | Dama por Uma Noite                  | Era Uma Vez Uma Lady…               | Jason Leigh                     |                              |
| 1942 | Reap the Wild Wind               | Vendaval de Paixões                 | O Vento Selvagem                    | Cecil B. DeMille                |                              |
| 1942 | In Old California                | Caminho Fatal                       | A Emboscada                         | William McGann                  |                              |
| 1942 | Flying Tigers                    | Tigres Voadores                     | Tigres Voadores                     | David Miller                    |                              |
| 1942 | The Spoilers                     | A Indomável                         | Oiro                                | Ray Enright                     |                              |
| 1942 | Pittsburgh                       | Ódio e Paixão                       | Sangue Negro                        | Lewis Seiler                    |                              |
| 1942 | Reunion in France                | Uma Aventura em Paris               | Encontro em França                  | Jules Dassin                    |                              |
| 1943 | A Lady Takes a Chance            | Arrisca-te, Mulher                  | A Dama e o Cowboy                   | William A. Seiter               |                              |
| 1943 | In Old Oklahoma                  | Quando a Mulher Se Atreve           | Fúria Ardente                       | Albert S. Rogell                |                              |
| 1944 | The Fighting Seabees             | Romance dos Sete Mares              | O Batalhão Suicida                  | Edward Ludwig                   |                              |
| 1944 | Tall in the Saddle               | Têmpera de Aço                      | A Indomável                         | Edwin L. Marin                  |                              |
| 1945 | Flame of Barbary Coast           | Um Dia Voltarei                     | A Maldição de São Francisco         | Joseph Kane                     |                              |
| 1945 | Dakota                           | Dakota                              | Oeste em Chamas                     | Joseph Kane                     |                              |
| 1945 | Back to Bataan                   | Espírito Indomável                  | Voltemos à Carga                    | Edward Dmytryk                  |                              |
| 1945 | They Were Expendable             | Fomos os Sacrificados               | Homens para Queimar                 | John Ford                       |                              |
| 1946 | Without Reservations             | Romance e Fantasia                  | A Viajante Clandestina              | Mervyn LeRoy                    |                              |
| 1947 | Angel and the Badman             | O Anjo e o Malvado                  | A Última Jornada                    | James Edward Grant              |                              |
| 1947 | Tycoon                           | Inferno nos Trópicos                | Tycoon, A Grande Conquista          | Richard Wallace                 |                              |
| 1948 | Fort Apache                      | Sangue de Herói                     | Forte Apache                        | John Ford                       |                              |
| 1948 | Red River                        | Rio Vermelho                        | O Rio Vermelho                      | Howard Hawks                    |                              |
| 1948 | Wake of the Red Witch            | No Rastro da Bruxa Vermelha         | A Lenda da Bruxa Vermelha           | Edward Ludwig                   |                              |
| 1948 | Three Godfathers                 | O Céu Mandou Alguém                 | Os Três Padrinhos                   | John Ford                       |                              |
| 1949 | She Wore a Yellow Ribbon         | Legião Invencível                   | Os Dominadores                      | John Ford                       |                              |
| 1949 | The Fighting Kentuckian          | Estranha Caravana                   | Um Valente                          | George Waggner                  |                              |
| 1949 | Sands of Iwo Jima                | Iwo Jima, O Portal da Glória        | O Inferno de Iwo Jima               | Allan Dwan                      |                              |
| 1950 | Rio Grande                       | Rio Bravo                           | Rio Grande                          | John Ford                       |                              |
| 1951 | Operation Pacific                | Águas Traiçoeiras                   | Heróis do Pacífico                  | George Waggner                  |                              |
| 1951 | Flying Leathernecks              | Horizonte de Glórias                | Inferno nas Alturas                 | Nicholas Ray                    |                              |
| 1952 | The Quiet Man                    | Depois do Vendaval                  | O Homem Tranquilo                   | John Ford                       |                              |
| 1952 | Big Jim McLain                   | Aventura Perigosa                   | O Fio da Meada                      | Edward Ludwig                   |                              |
| 1953 | Hondo                            | Caminhos Ásperos                    | Hondo                               | John Farrow                     |                              |
| 1953 | Trouble Along the Way            | Atalhos do Destino                  | Barreiras Vencidas                  | Michael Curtiz                  |                              |
| 1953 | Island in the Sky                | Geleiras do Inferno                 | Inferno Branco                      | William A. Wellman              |                              |
| 1954 | The High and the Mighty          | Um Fio de Esperança                 | Alto e Poderoso                     | William A. Wellman              |                              |
| 1955 | The Sea Chase                    | Mares Violentos                     | A Raposa dos Mares                  | John Farrow                     |                              |
| 1955 | Blood Alley                      | Rota Sangrenta                      | Aldeia em Fuga                      | William A. Wellman              |                              |
| 1956 | The Searchers                    | Rastros de Ódio                     | A Desaparecida                      | John Ford                       |                              |
| 1956 | The Conqueror                    | Sangue de Bárbaros                  | O Conquistador                      | Dick Powell                     |                              |
| 1957 | Legend of the Lost               | A Lenda dos Desaparecidos           | A Cidade Perdida                    | Henry Hathaway                  |                              |
| 1957 | The Wings of Eagles              | Asas de Águia                       | A Águia Voa ao Sol                  | John Ford                       |                              |
| 1957 | Jet Pilot                        | Estradas do Inferno                 | As Estradas do Inferno              | Josef von Sternberg             |                              |
| 1958 | I Married a Woman                | A Vênus de Carne                    |                                     | Hal Kanter                      | Não creditado                |
| 1958 | The Barbarian and the Geisha     | O Bárbaro e a Gueixa                | O Bárbaro e a Gueixa                | John Huston                     |                              |
| 1959 | Rio Bravo                        | Onde Começa o Inferno               |                                     | Howard Hawks                    |                              |
| 1959 | The Horse Soldiers               | Marcha de Heróis                    | Os Cavaleiros                       | John Ford                       |                              |
| 1960 | The Alamo                        | O Álamo                             | Álamo                               | John Wayne                      |                              |
| 1960 | North to Alaska                  | Fúria no Alasca                     |                                     | Henry Hathaway                  |                              |
| 1961 | The Comancheros                  | Os Comancheros                      | Os Comancheros                      | Michael Curtiz                  |                              |
| 1962 | The Man Who Shot Liberty Valance | O Homem Que Matou o Facínora        | O Homem Que Matou Liberty Valance   | John Ford                       |                              |
| 1962 | How the West Was Won             | A Conquista do Oeste                | A Conquista do Oeste                | Henry Hathaway et alli          |                              |
| 1962 | Hatari!                          | Hatari!                             | Hatari                              | Howard Hawks                    |                              |
| 1962 | The Longest Day                  | O Mais Longo dos Dias               | O Dia Mais Longo                    | Ken Annakin et alli             |                              |
| 1963 | Donovan's Reef                   | O Aventureiro do Pacífico           | A Taberna do Irlandês               | John Ford                       |                              |
| 1963 | McLintock!                       | Quando Um Homem É Homem             | McLintock, O Magnífico              | Andrew V. McLaglen              |                              |
| 1964 | Circus World                     | O Mundo do Circo                    | O Mundo do Circo                    | Henry Hathaway                  |                              |
| 1965 | The Greatest Story Ever Told     | A Maior História de Todos os Tempos | A Maior História de Todos os Tempos | George Stevens                  |                              |
| 1965 | In Harm's Way                    | A Primeira Vitória                  | A Primeira Vitória                  | Otto Preminger                  |                              |
| 1965 | The Sons of Katie Elder          | Os Filhos de Katie Elder            | Os Quatro Filhos de Katie Elder     | Henry Hathaway                  |                              |
| 1966 | Cast a Giant Shadow              | À Sombra de Um Gigante              |                                     | Melville Shavelson              |                              |
| 1967 | The War Wagon                    | Gigantes em Luta                    | Assalto ao Carro Blindado           | Burt Kennedy                    |                              |
| 1967 | El Dorado                        | El Dorado                           |                                     | Howard Hawks                    |                              |
| 1968 | The Green Berets                 | Os Boinas Verdes                    | Os Boinas Verdes                    | John Wayne                      |                              |
| 1968 | Hellfighters                     | Heróis do Inferno                   | Gigantes do Inferno                 | Andrew V. McLaglen              |                              |
| 1969 | True Grit                        | Bravura Indômita                    | A Velha Raposa                      | Henry Hathaway                  | Oscar de Melhor Ator         |
| 1969 | The Undefeated                   | Jamais Foram Vencidos               | Nunca Foram Vencidos                | Andrew V. McLaglen              |                              |
| 1970 | Chisum                           | Chisum                              | Chisum, O Senhor do Oeste           | Andrew V. McLaglen              |                              |
| 1970 | Rio Lobo                         | Rio Lobo                            |                                     | Howard Hawks                    |                              |
| 1971 | Big Jake                         | Jake Grandão                        | Eu Julgava-o Morto, Mr. Jack        | George Sherman                  |                              |
| 1972 | The Cowboys                      | Os Cowboys                          | Os Cowboys                          | Mark Rydell                     |                              |
| 1973 | The Train Robbers                | Os Chacais do Oeste                 | O Trunfo É Perder                   | Burt Kennedy                    |                              |
| 1973 | Cahill, U. S. Marshal            | Cahill, O Xerife do Oeste           | Justiça de Cahill                   | Andrew V. McLaglen              |                              |
| 1974 | McQ                              | McQ, Um Detetive Acima da Lei       | McQ, Um Detective Acima da Lei      | John Sturges                    |                              |
| 1975 | Brannigan                        | A Morte Segue Seus Passos           |                                     | Douglas Hickox                  |                              |
| 1975 | Rooster Cogburn                  | Justiceiro Implacável               | O Sheriff                           | Stuart Millar                   |                              |
| 1976 | The Shootist                     | O Último Pistoleiro                 | O Atirador                          | Don Siegel                      |                              |